# 維貢
46°8′49″N 30°17′35″E / 46.14694°N 30.29306°E
維洪（烏克蘭語：Вигон）是位於烏克蘭西南部的村莊，由敖德萨州裡比爾霍羅德-德涅斯特羅夫斯基區的沙博市鎮負責管轄。該村始建於1824年，面積1.25平方公里，2001年人口738，人口密度每平方公里590.4人。